# On a Full Moon
On a Full Moon è l'album del debutto solista di David Bryan, tastierista della rock band Bon Jovi. Si tratta di un album di brani strumentali suonati al pianoforte, pubblicato nel 1995.

## Tracce
1. Awakening - 0:29
2. In These Arms* - 3:41
3. It's a Long Road - 4:11
4. April - 3:35
5. Kissed by an Angel - 3:23
6. Endless Horizon (A Dedication to Horowitz) - 4:14
7. Lullaby for Two Moons - 3:43
8. Interlude - 0:57
9. Midnight Voodoo - 2:10
10. Room Full of Blues - 2:48
11. Hear Our Prayer - 3:35
12. Summer of Dreams - 3:35
13. Up the River - 2:52
14. Netherworld Waltz - 5:29

[*]: È l'unica canzone non strumentale dell'album. Si tratta di una nuova versione del brano contenuto nell'album Keep the Faith dei Bon Jovi.